# Просте речення
Просте речення — речення, що складається з одного або кількох граматично поєднаних слів, які виражають відносно закінчену думку. Просте речення має в своєму складі одну граматичну основу, виражену сполученням підмета й присудка (двоскладне речення) або лише одним головним членом (односкладне речення).
Два  або кілька взаємозв'язаних простих речень, які за допомогою різних синтаксичних засобів об'єднані в одне структурне й інтонаційне ціле,  становлять складне речення.
Класифікація простих речень
1. За наявністю головних та другорядних членів речення просте речення може бути повним та неповним. Повним називається речення, у якому наявні всі головні та другорядні члени речення, необхідні для завершеності будови й повноти вираження значення (В чагарниках низькорослих акацій посвистували червоногруді снігурі (Ю. Збанацький)). Неповним називається таке речення, у якому пропущений головний або другорядний член речення, який можна встановити з контексту або ситуації мовлення (В просвітку дерев — віддзеркалення міста (О.Делеменчук)).
2. За наявністю другорядних членів речення просте речення може бути поширеним та непоширеним.  Поширеним називається речення, у якому наявний хоча б один  другорядний член речення (Нестерпно бути мертвим за життя (І.Павлюк)). Непоширеним називається таке речення, у якому наявні тільки  головні члени речення (Отамане! Погуляймо, батьку! (Т. Шевченко)).
3. За метою висловлювання просте речення може бути розповідним, питальним та спонукальним. Розповідне речення містить інформацію, повідомлення про явища, події. У кінці розповідного речення ставиться крапка (або три крапки, якщо воно не закінчене) (В добу вечірню тепло в пітьмі гаю(А.Казка)). Питальні речення здебільшого починаються словами  де, коли, куди, хто, що, чий, чи, невже, хіба, яка, яке, як, чому та іншими. У питальному реченні більшою силою голосу (інтонацією)  виділяється одне слово, допомагаючи тим самим зрозуміти, що цікавить мовця. Наприкінці питального речення ставиться знак питання (Слів де для пісні знайду? (В.Сосюра)).  Спонукальне речення висловлює волевиявлення: наказ, вимогу, заклик, прохання, побажання. Наприкінці спонукального речення ставиться крапка, а якщо спонукання висловлюється у підсилено-емоційній формі, з окличною інтонацією, то ставиться знак оклику (Ти від куща червоної калини свою пригаслу душу засвіти (М. Грищенко)).
4. За емоційним забарвленням просте речення може бути окличним або неокличним. Окличні речення вимовляються з підвищеною інтонацією, емоційно (Наливайся земними силами! Вдосталь радощів зачерпни! (В. Симоненко)). Неокличні речення вимовляються без вираження особливих емоцій (Підіймаюсь на зоряні схили і рукою торкаюся неба (Л.Забашта)).
5. За наявністю семантико-синтаксичних моделей просте речення може бути ускладненим чи неускладненим. Ускладнюватись просте  речення може: 1) відокремленими членами (1.Скидаючи шапки, в'язні посхоплювались, вражено прислухаючись до знайомих слів (М.Стельмах) — відокремлена обставина. 2.  Повітря ані ворухнеться — чисте, прозоре, спокійне (Панас Мирний) — відокремлене означення.3. І я— семилітне дитя —біжу від хати до хати колядувати (Д.Павличко) — відокремлена прикладка. 4. І наче птиці не стрічали, крім нас, тут більш нікого (П.Усенко) —  відокремлений додаток; 2) однорідними членами (А сонце сходило, велике і ласкаве (Л.Забашта)); 3) звертаннями (І ти, людино, в себе у ногах побачиш постать гордої природи (М. Рильський)); 4) вставними та вставленими словами чи конструкціями ( 1.Генерал, видно, був чимось невдоволений (Олесь Гончар) — вставне слово. 2. Полювання, як ви потім побачите, потребує багато часу (Остап Вишня) — вставне речення).